# Симфонія № 1 (Малер)
Симфонія № 1, ре мажор — симфонія Густава Малера, написана між 1888 і 1894 роками. Вперше виконана в Будапешті як п'ятичастинний твір під назвою «симфонічна поема у двох частинах» («Symphonische Dichtung in zwei Teilen»). При наступних виконаннях твір був названий як «Титан. Поема у формі симфонії» (нім. Titan, eine Tondichtung in Symphonie-form). Пізніше автор переглянув цей твір, з нього була вилучена друга частина —  Andante і, врешті, 1896 році була виконана в Берліні як Симфонія ре мажор. У 1899 симфонія була видана в Берліні.
В останній редакції симфонія складається з 4-х частин загальною тривалістю 55 хвилин. Симфонія написана для великого симфонічного оркестру, що включає четверний склад дерев'яних духових, 7 валторн, розширену секцію ударних тощо.